# Roxy & Elsewhere
Roxy & Elsewhere uživo je album američkog glazbenika Frank Zappe i sastava "The Mothers", koji izlazi u rujnu 1974.g. Album je sniman s istom postavom na koncertima 1973./'74.g. s odličnim koncertnim verzijama na skladbama "Cheepnis", "Son of Orange County" i "Penguin in Bondage".

## Popis pjesama
1. "Penguin in Bondage" – 6:48
2. "Pygmy Twylyte" – 2:13
3. "Dummy Up" – 6:02
4. "Village of the Sun" – 4:17
5. "Echidna's Arf (Of You)" – 3:52
6. "Don't You Ever Wash That Thing?" – 9:40
7. "Cheepnis" – 6:33
8. "Son of Orange County" – 5:53
9. "More Trouble Every Day" – 6:00
10. "Be-Bop Tango (Of the Old Jazzmen's Church)" – 16:41

## Izvođači
- Frank Zappa – gitara, vokal, producent
- Napoleon Murphy Brock – flauta, saksofon, tenor saksofon, vokal
- Robert "Frog" Camarena – prateći vokali ("Cheepnis")
- Debbie – prateći vokali ("Cheepnis")
- Lynn - prateći vokali ("Cheepnis")
- Ruben Ladron de Guevara – prateći vokali ("Cheepnis")
- George Duke – sintisajzer, klavijature, vokal
- Bruce Fowler – trombon
- Tom Fowler – bas-gitara
- Walt Fowler – truba, bas truba
- Ralph Humphrey – bubnjevi
- Don Preston – sintisajzer
- Jeff Simmons – ritam gitara, vokal
- Chester Thompson – bubnjevi
- Ruth Underwood – udaraljke

## Produkcija
- Stephen Marcussen – digitalni remastering
- Kerry McNabb – projekcija, remix
- Wally Heider – projekcija
- Coy Featherstone – fotografija
- Cal Schenkel – grafički dizajn, dizajn

## Vanjske poveznice
- informacije na Lyricsu
- Detalji o izlasku albuma